# Pampanito (município)

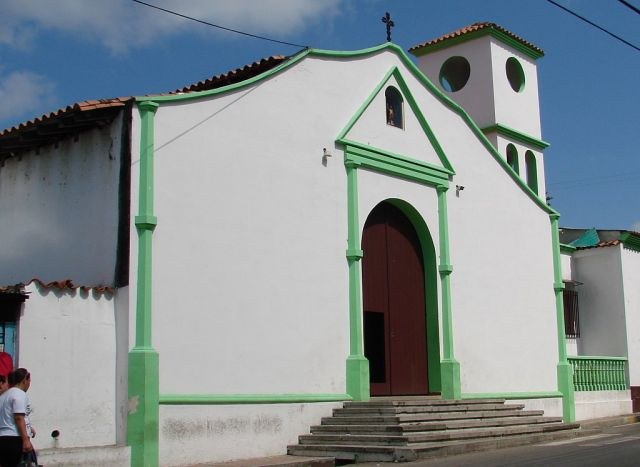
Paróquia San Juan Bautista-Pampanito

Pampanito é um município da Venezuela localizado no estado de Trujillo.
A capital do município é a cidade de Pampanito.